# بیگ سی
بیگ سی (تایلندی: บิ๊กซี ซูเปอร์เซ็นเตอร์) شرکت خرده‌فروشی تایلندی است، که در سال ۱۹۹۳ تأسیس شد.